# Voleibol als Jocs Olímpics d'estiu de 1992
La competició de voleibol dels Jocs Olímpics d'Estiu de 1992, realitzats a la ciutat de Barcelona (Catalunya), va celebrar-se entre el 26 de juliol i el 9 d'agost de 1992. Les seus varen ser el Pavelló de la Vall d'Hebron, el Palau dels Esports de Barcelona i el Palau Sant Jordi. El voleibol, tant en categoria masculina com en femenina, era esport olímpic per vuitena ocasió, a més de ser de demostració als Jocs de París 1924.
Durant la realització d'aquesta competició es dugué a terme una exhibició de voleibol platja, esport que a partir dels Jocs Olímpics d'Estiu de 1996 fou considerat olímpic i part del programa oficial dels Jocs.

## Comitès participants
Hi participaren un total de 231 jugadors, entre ells 142 homes i 89 dones, de 13 comitès nacionals diferents:
| Categoria masculina - Algèria - Brasil - Canadà - Corea del Sud - Cuba - Equip Unificat - Espanya - Estats Units - França - Japó - Itàlia - Països Baixos | Categoria femenina - Brasil - Cuba - Equip Unificat - Espanya - Estats Units - Japó - Països Baixos - R.P. de la Xina |

## Resultats
La competició va presentar algunes novetats respecte a les edicions anteriors. D'una banda, malgrat que continuaven participant vuit equips femenins i dotze masculins, s'introduí la ronda de quarts de final a totes dues competicions. És a dir, no jugaven directament els dos campions de grups les semifinals. D'altra banda també es reformaren algunes lleugerament algunes regles. La màxima puntuació en un set quedava fixada en 17 punts, el que significava que si els dos equips empataven a 16 guanyaria el set qui fera el següent punt. a més a més, si era necessari el cinquè set, en aquest es podia puntuar sense tindre el servei en possessió. De la mateixa. Cal recordar que fins llavors tots els sets es guanyaven amb 15 punts, amb dos d'avantatge, i era necessari tindre el servei per a puntuar.
Cuba i l'Equip Unificat van complir els pronòstics i dominaren el torneig femení, amb victòria final de les caribenyes. Les xineses van decebre, a banda de donar el primer cas de dopatge als Jocs. finalment les estadounidenques completaren el podi. A la competició masculina els favorits eren a priori les seleccions dels Estats Units i Itàlia. Els primers havien dominat l'esport al llarg dels anys 80, mentre que els europeus ho feien en temps recents: eren els actuals campions del món, de la Lliga Mundial i d'Europa. Però imbatut jove equip brasiler s'imposà als transalpins als quarts de final i als americans (finalment també bronze masculí) a les semifinals. La selecció holandesa, per la seva banda, aconseguí colar-se a la final.

## Resum de medalles
| Competició    | Or           | Plata                | Bronze             |
| Dones Detalls | Cuba (CUB)   | Equip Unificat (EUN) | Estats Units (USA) |
| Homes Detalls | Brasil (BRA) | Països Baixos (NED)  | Estats Units (USA) |

### Dones
| Posició           | CON            | Membres | Entrenador                            |
| ----------------- | -------------- | --- | ------------------------------------- |
| Medalla d'or      | Cuba           | 1-Tania Ortiz, 2-Marlenis Costa, 3-Mireya Luis, 4-Lilia Izquierdo, 5-Idalmis Gato, 6-Raisa O'Farril, 8-Regla Bell, 10-Regla Torres, 12-Norka Latamblet, 13-Mercedes Calderón, 14-Ibis Fernández, 15-Magaly Carvajal                                         | Eugenio George Lafita Antonio Perdomo |
| Medalla de plata  | Equip Unificat | 1-Valentina Oguienko, 2-Natalia Morozova, 3-Marina Nikoulina, 4-Elena Batukhtina, 5-Irina Smirnova, 6-Tatiana Sidorenko, 7-Tatiana Menxova, 8-Ievguénia Artamónova, 9-Galina Lebedeva, 10-Svetlana Vassilevskaia, 11-Elena Txeboukina, 13-Svetlana Koritova | Nikolai Karpol Mikhail Omelxenko      |
| Medalla de bronze | Estats Units   | 1-Tonya Sanders, 2-Yoko Zetterlund, 4-Kimberley Oden, 5-Lori Endicott, 6-Paula Weishoff, 7-Caren Kemner, 8-Tammy Liley, 9-Elaina Oden, 12-Janet Cobbs, 13-Tara Battle, 14-Liane Sato, 15-Ruth Lawanson                                                      | Taras Liskevych Greg Giovanazzi       |

### Homes
| Posició           | CON           | Membres | Entrenador                             |
| ----------------- | ------------- | --- | -------------------------------------- |
| Medalla d'or      | Brasil        | 1-Marcelo Negrão, 2-Jorge Edson Brito, 3-Giovane Gavio, 5-Paulo Silva, 6-Mauricio Lima, 7-Janelson Carvalho, 8-Douglas Chiarotti, 9-Antonio Gouveia, 10-Talmo Oliveira, 12-André Ferreira, 14-Alexandre Samuel, 15-Amauri Ribeiro | José Roberto Guimarães Gabriel Gimenez |
| Medalla de plata  | Països Baixos | 1-Martin Teffer, 3-Henk-Jan Held, 5-Ronald Boudrie, 7-Marko Klok, 8-Ronald Zwerver, 9-Avital Selinger, 10-Edwin Benne, 11-Roelof van der Meulen, 12-Peter Blangé, 13-Jan Posthuma, 14-Martin van der Horst, 15-Ronald Zoodsma     | Arie Selinger Mario Treibitch          |
| Medalla de bronze | Estats Units  | 1-Carlos Briceno, 2-Daniel Greenbaum, 3-Nick Becker, 4-Robert Ctvrtlik, 5-Bryan Ivie, 6-Steve Timmons, 7-Brent Hilliard, 8-Scott Fortune, 9-Robert Samuelson, 10-Jeffrey Stork, 14-Eric Sato, 15-Douglas Partie                   | Frederick Sturm John Cook              |

## Medaller
| Pos. | Comitè Olímpic       | Or | Plata | Bronze | Total |
| 1    | Brasil (BRA)         | 1  | 0     | 0      | 1     |
| 1    | Cuba (CUB)           | 1  | 0     | 0      | 1     |
| 3    | Equip Unificat (EUN) | 0  | 1     | 0      | 1     |
| 3    | Països Baixos (NED)  | 0  | 1     | 0      | 1     |
| 5    | Estats Units (USA)   | 0  | 0     | 2      | 2     |